# Joris Kramer
Joris Kramer (Heiloo, 2 augustus 1996) is een Nederlands voetballer die doorgaans als centrale verdediger speelt. Hij verruilde medio 2023 N.E.C. voor Go Ahead Eagles.

## Carrière

### AZ
Joris Kramer speelde in de jeugdopleiding van AZ, en zat in het seizoen 2014/15 twee keer op de bank bij het eerste elftal. In het seizoen 2016/17 werd hij aan FC Dordrecht verhuurd, waar hij op 5 augustus 2016 zijn debuut maakte in het betaalde voetbal. Dit gebeurde in de met 1-1 gelijk gespeelde thuiswedstrijd tegen FC Oss. Op 21 oktober 2016 maakte hij zijn eerste doelpunt, in de met 1-4 verloren thuiswedstrijd tegen Almere City FC. De twee seizoenen erna speelde hij met Jong AZ in de Eerste divisie, en zat sporadisch op de bank bij het eerste elftal. Kramer debuteerde in het eerste elftal van AZ op 18 augustus 2019, in de met 0-0 gelijkgespeelde Eredivisiewedstrijd tegen FC Groningen. Hij kwam in de 63'ste minuut in het veld voor Jordy Clasie.

### SC Cambuur
In het seizoen 2020/21 werd hij door AZ verhuurd aan SC Cambuur, waarmee hij kampioen van de Eerste Divisie werd. Kramer maakte op 11 oktober 2020 tegen FC Dordrecht (5-0 winst) zijn debuut voor Cambuur, als invaller voor David Sambissa op linksback. Hij was vooral back-up van Calvin Mac-Intosch en Erik Schouten. Hij kwam tot 24 wedstrijden voor de Friese club.

### Go Ahead Eagles
Kramer ging niet met Cambuur de Eredivisie in, maar verkaste naar een mede-promovendus. AZ verhuurde hem namelijk voor een seizoen aan Go Ahead Eagles. Daar was hij wel basisspeler, naast Gerrit Nauber. In de derde speelronde tegen Sparta Rotterdam op 28 augustus (2-0 overwinning) maakte hij zijn debuut voor Go Ahead. In de 4-3 overwinning op Fortuna Sittard op 31 oktober 2021 maakte hij zijn eerste doelpunt voor de club. Hij gaf die wedstrijd tevens een assist. Met Kramer centraal achterin eindigde Go Ahead Eagles knap als tiende in de Eredivisie. Bovendien bereikte het de halve finale van de KNVB beker, door Almere City, Roda JC, SC Heerenveen en N.E.C. te verslaan. Daar werd het uitgeschakeld door PSV. In totaal kwam Kramer tot 30 wedstrijden voor Go Ahead, waarin hij tweemaal scoorde.

### N.E.C.
In juli 2022 tekende hij een contract voor drie seizoenen bij N.E.C., met een optie tot verlengen. Hij kreeg rugnummer 5 van Rodrigo Guth, die terugging naar Atalanta Bergamo. Op 7 augustus maakte hij in de met 0-1 verloren thuiswedstrijd tegen FC Twente zijn debuut. In september liep hij een blessure op die hem ruim een maand aan de kant hield. Daarna was hij zijn basisplaats verloren aan Philippe Sandler. Tegen het einde van het seizoen kwam hij weer in de basis, doordat bekend werd dat Iván Márquez transfervrij zou vertrekken. In zijn enige seizoen in Nijmegen kwam hij tot 24 wedstrijden.

### Go Ahead Eagles
Op 29 juni presenteerde Go Ahead Eagles Kramer als nieuwste aanwinst. De club waar Kramer twee jaar daarvoor op huurbasis speelde, gaf hem een contract voor drie seizoenen tot de zomer van 2026. Op 21 april 2025 won Kramer tegen AZ voor het eerst in de clubgeschiedenis de KNVB Beker.

## Carrièrestatistieken

### Senioren
| Seizoen                   | Club              | Competitie     | Competitie | Competitie | Beker | Beker | Overig | Overig | Totaal | Totaal |
| Seizoen                   | Club              | Competitie     | Wed.       | Dlp.       | Wed.  | Dlp.  | Wed.   | Dlp.   | Wed.   | Dlp.   |
| ------------------------- | ----------------- | -------------- | ---------- | ---------- | ----- | ----- | ------ | ------ | ------ | ------ |
| 2016/17                   | → FC Dordrecht    | Eerste divisie | 36         | 2          | 1     | 0     | —      | —      | 37     | 2      |
| 2017/18                   | Jong AZ           | Eerste divisie | 26         | 0          | —     | —     | —      | —      | 26     | 0      |
| 2018/19                   | Jong AZ           | Eerste divisie | 30         | 0          | —     | —     | —      | —      | 30     | 0      |
| 2019/20                   | AZ                | Eredivisie     | 1          | 0          | 0     | 0     | —      | —      | 1      | 0      |
| 2020/21                   | → SC Cambuur      | Eerste divisie | 22         | 0          | 2     | 0     | —      | —      | 24     | 0      |
| 2021/22                   | → Go Ahead Eagles | Eredivisie     | 26         | 2          | 4     | 0     | —      | —      | 30     | 2      |
| 2022/23                   | N.E.C             | Eredivisie     | 22         | 0          | 2     | 0     | —      | —      | 24     | 0      |
| 2023/24                   | Go Ahead Eagles   | Eredivisie     | 30         | 2          | 3     | 0     | 2      | 1      | 35     | 3      |
| 2024/25                   | Go Ahead Eagles   | Eredivisie     | 34         | 0          | 5     | 0     | 2      | 0      | 41     | 0      |
| Carrièretotaal            | Carrièretotaal    | Carrièretotaal | 227        | 6          | 17    | 0     | 4      | 1      | 248    | 7      |
| Bijgewerkt op 7 juni 2025 |                   |                |            |            |       |       |        |        |        |        |

## Erelijst

### Go Ahead Eagles
KNVB Beker:
- Winnaar (1): 2024/25